# 鈴木繁二
鈴木 繁二（すずき しげじ、1892年（明治25年）11月20日 - 1945年（昭和20年）6月22日）は、大日本帝国陸軍軍人。最終階級は陸軍中将。功四級

## 経歴
1892年（明治25年）に福井県で生まれた。陸軍士官学校第26期、陸軍大学校第34期卒業。1938年（昭和13年）に陸軍歩兵大佐に進級し、第4独立守備隊参謀に就任した。1939年（昭和14年）に留守第7師団参謀長を経て、1940年（昭和15年）10月4日に河北省特務機関長に就任し、日中戦争に出動。
1941年（昭和16年）8月に陸軍少将に進級し、1943年（昭和18年）に第19歩兵団長（朝鮮軍・第19師団）に転じた。1944年（昭和19年）1月10日に留守近衛第2師団兵務部長、近衛第3師団兵務部長を経て、5月10日に独立混成第44旅団長に就任し、沖縄県の守備に当たる。米軍上陸に対して激しく抵抗したが、6月22日に戦死。同日任陸軍中将。

## 栄典
- 1943年（昭和18年）10月9日  - 勲二等瑞宝章[5]